# Ібіса-гейт

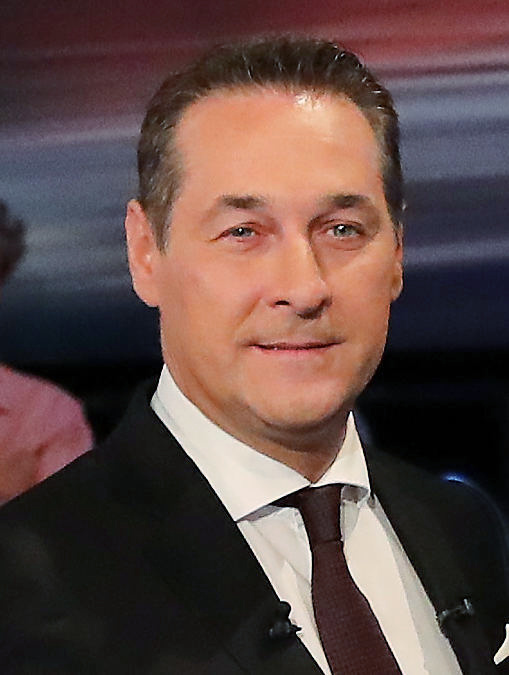
Гайнц-Крістіан Штрахе (2017)

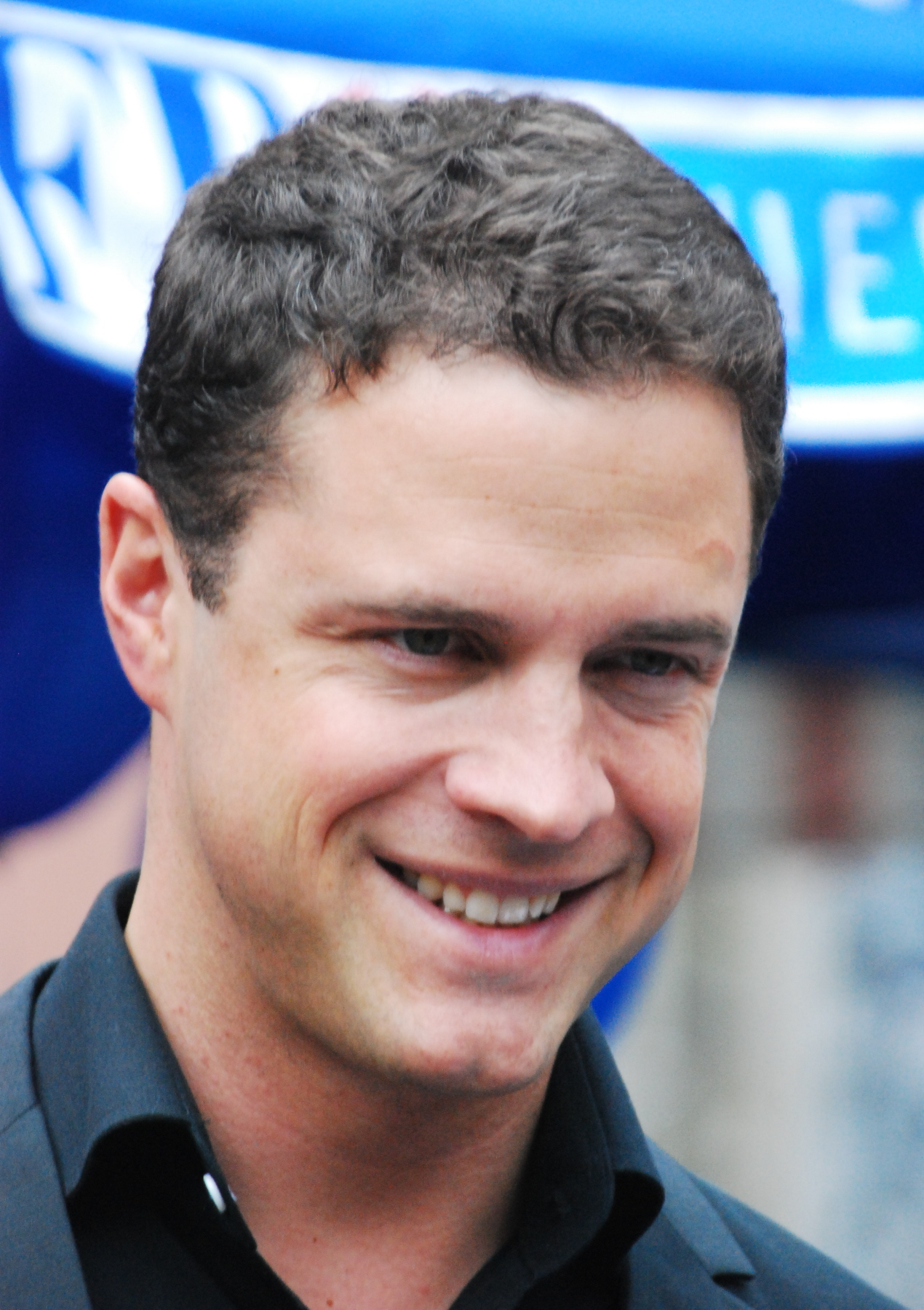
Йоганн Ґуденус (2012)

Ібіса-гейт (нім. Ibiza-Affäre) — політичний скандал в Австрії за участі Гайнца-Крістіан Штрахе, віце-канцлера і лідера Партії свободи (АПС); Йоганна Ґуденуса, заступника лідера Партії свободи; та інших членів австрійської Партії свободи і політичних фігур Австрії в цілому.
Скандал спровоковано 17 травня 2019 року публікацією таємного відеозапису зустрічі на Ібісі, Іспанія, в липні 2017 року, де, як вважається, записані тодішні опозиційні політики Штрахе і Гуденус, які обговорюють закулісні дії і наміри своєї партії. На відео обидва політики, схоже, були прихильні до пропозицій жінки, що відрекомендувалася племінницею російського олігарха. Співрозмовники обговорювали надання «Партії свободи» позитивного висвітлення в новинах в обмін на урядові контракти. Штрахе і Ґуденус також натякали на корупційну політичну практику, до якої нібито залучені інші багаті донори «Партії свободи» в Європі та за її межами. Відео демонструвало намір «Партії свободи» придушити свободу преси в Австрії, замінивши її заангажованими засобами масової інформації, з додатковою метою перетворити наймасовіший таблоїд країни — Kronen Zeitung на рупор «Партії свободи».
Скандал викликав розпад керівної коаліції Австрії 18 травня 2019 року і призвів до призначення дострокових виборів.

## Відео
17 травня 2019 року Der Spiegel і Süddeutsche Zeitung повідомили, що 2017 року Штрахе і члена «Партії свободи» Йоганну Ґуденусу надано підтримку щодо проведення виборів з боку жінки, яка назвалася племінницею російського олігарха на ім'я Ігор Макаров, який згодом заперечував будь-які зв'язки з нею. Джерелом звинувачень стало відео (на замовленням Раміна Мірфахрая, رامین میرفخرایی), таємно записане на орендованій віллі на Ібісі в липні 2017 року, на якому видно, що Штрахе погоджується допомогти жінці набути ділових контрактів в Австрії в обмін на надання підтримки на майбутніх виборах в Австрії (жовтень 2017 року). За даними німецьких новинних агентств, всього в зустрічі взяли участь п'ять осіб, але повний відеозапис не опубліковано. Серед цих людей були Гайнц-Крістіан Штрахе; жінка, яка назвалася племінницею російського олігарха; перекладач (який прийшов з нею); інший представник Партії свободи, Йоганн Ґуденус, який, очевидно, й організував зустріч; і дружина Ґуденуса, Таджана (уроджена Тайчич). Співрозмовники спілкувалися англійською, німецькою та російською мовами.
У кадрі, згідно з Der Spiegel, Штрахе розповів передбачуваному інвестору, що він багато разів бував у Росії і що він зустрічався з радниками президента Росії Володимира Путіна з метою налагодити «стратегічне співробітництво». Він прийняв пропозицію жінки щодо допомоги його партії на виборах 2017 року шляхом купівлі таблоїда Kronen Zeitung; потім Штрахе запропонував їй пожертвувати кошти через їх партійні канали, які важко було б відстежити.
Під час розмови в кадрах Штрахе сказав, що у нього є контакти з ізраїльтянами, які виступають проти лівої політики в Ізраїлі, і що його запросили в Китай для просування бізнесу між Австрією і Китаєм. Штрахе, ймовірно, також сказав, що компанії Glock Ges.m.b.H. і Novomatic, а також інвестори Гайді Гортен і Рене Бенко зробили великі пожертви як «Партії свободи», так і ÖVP, використовуючи некомерційні організації.
Штрахе також сказав, що Ганс Петер Газельштайнер, великий акціонер будівельної компанії Strabag, більше не буде отримувати комісійних від уряду.
На відеозапису Штрахе говорить, що він хотів «створити медіаландшафт, як Орбан».

## Контекст зустрічі на Ібісі
Зустріч на віллі організована Гуденусом, який кілька разів зустрічався з росіянкою у Відні; Ґуденус також допомагав з перекладом під час зустрічі, оскільки він розмовляє російською. В якийсь момент зустрічі Ґуденус каже занепокоєному Штрахе: «Ні, це не пастка». Йоганн Ґуденус заявив у пізнішому інтерв'ю, що чоловік, який вперше зустрівся з можливою племінницею російського олігарха і також був присутній на першій зустрічі 24 березня 2017 року, був адвокатом з Відня. Згідно з інтерв'ю, чоловік також підтвердив особу жінки та її німецького супутника Ґуденусу. Сам адвокат відмовився надавати інформацію пресі, пославшись на привілей адвоката і клієнта, і наполіг на тому, щоб його не згадували на ім'я в публікаціях.
Der Spiegel і Süddeutsche Zeitung, які отримали і проаналізували частини відео (більше шести годин), стверджують, що вони не знають осіб і мотивів тих, хто зробив відео і надав їм. 22 травня 2019 року два відповідальних журналісти Süddeutsche Zeitung розповіли в телевізійному ток-шоу про те, як інформатор показав їм витяги з матеріалу. Під час другої зустрічі з джерелом використовувалася деяка технологія поляризації, тому їм доводилося використовувати окуляри зі спеціальним покриттям, щоб бачити матеріал на ноутбуці, наданому інформатором. Der Spiegel і Süddeutsche Zeitung заявили, що вони не платили за відео.

### Спекуляції
Високопрофесійна організація вірогідної пастки, кількість часу і грошей, очевидно, витрачених на її підготовку та реалізацію, змусили німецьке видання Die Welt задуматися, хто міг би стояти за цією операцією, призначеною для створення того, що газета називає «компроматом» (компроментувальним матеріалом, який буде використано в потрібний момент, щоб підірвати свого ворога), який був в запасі два роки, і оприлюднений за кілька днів до виборів до Європейського парламенту, які мали відбутися в травні 2019 року.
Відома австрійська газета Wiener Zeitung пов'язала політичну активістську групу з Німеччини Zentrum für Politische Schönheit зі створенням цього відео через її попередню діяльність, а також підозрілу поведінку в Твіттері, причому ця група стала першою, що підписалася на новий обліковий запис, який першим написав у Твіттері про початкову публікацію відео.
Канцлер Себастьян Курц відзначив схожість з методами, використовуваними ізраїльським радником з виборів Талом Зільберштейном, який був затриманий і допитаний за звинуваченням у відмиванні грошей в Ізраїлі ще до виборів в Австрії 2017 року. В Австрії Зільберштейна звинувачено у використанні методів чорного піару на підтримку СДПА на виборах 2017 року.
Німецька газета BILD повідомила, що за цією операцією стоять австрійський адвокат Рамін Мірфахрай, який народився в Тегерані, і німецький детектив з Мюнхена.
За даними австрійської газети Die Kronen Zeitung, племінницю олігарха на відео зіграла боснійська студентка.

## Наслідки

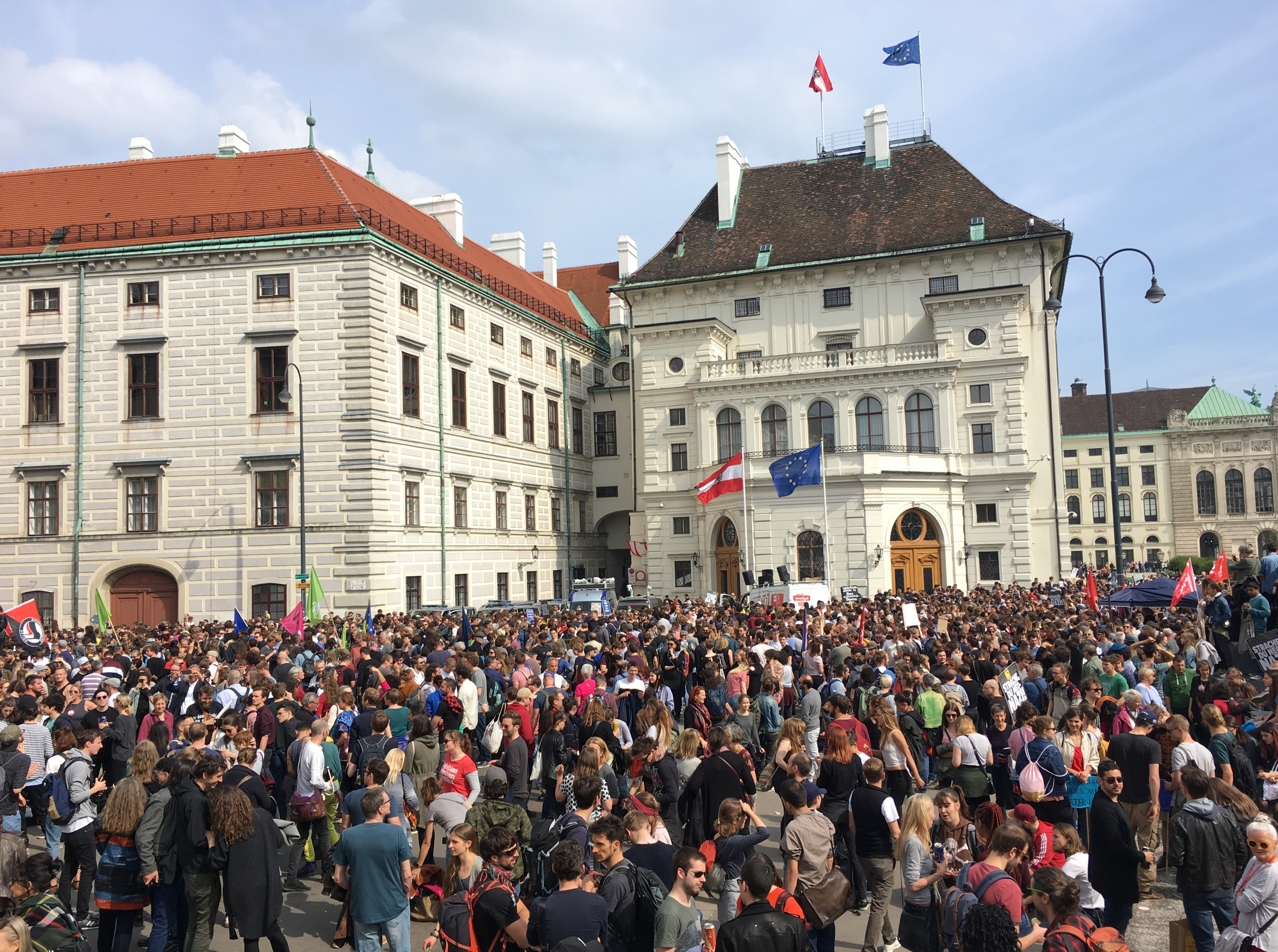
Мітинг на Бальгаусплац 18 травня 2019 року з вимогою дострокових виборів

### Відставка Штрахе і Ґуденуса
18 травня 2019 року опівдні (за CEST) Гайнц-Крістіан Штрахе на прес-конференції оголосив про відставку з поста віце-канцлера Австрії та голови Партії свободи. Він сказав, що попросив канцлера Себастьяна Курца про відставку з поста віце-канцлера того ж дня об 11:00 CEST, незадовго до участі в прес-конференції. Курц прийняв заяву і порадить президенту Александеру ван дер Беллену офіційно звільнити Штрахе. Штрахе призначив виконувачем обов'язків віце-канцлера і лідера партії Норберта Гофера, міністра інфраструктури і транспорту. Планувалося, що президія «Партії свободи» збереться 19 травня і офіційно призначить виконувача обов'язків Гофера і призначеного лідера партії.
На прес-конференції Штрахе охарактеризував відеозапис як незаконний і аморальний акт з боку преси і оголосив, що прийме будь-які можливі юридичні заходи проти організаторів, операторів і видавців відео. Проте пізніше він визнав своє правопорушення. Крім того, Штрахе побажав, щоб уряд Курца залишився.
Незабаром після того, як Штрахе оголосив про свою відставку, Йоганн Ґуденус також оголосив про свій відхід з усіх політичних постів.

### Кінець коаліції і дострокові вибори
18 травня 2019 року о 19:45 (за CEST) канцлер Курц виступив з офіційною заявою на прес-конференції в Канцелярії. У заяві Курц високо оцінив співпрацю між двома сторонами, але заявив, що «досить — значить досить», і тим самим покінчив з чинним коаліційним урядом; він також сказав, що просив президента Олександра Ван дер Беллена якомога швидше почати вибори до законодавчого органу.
19 травня після зустрічі з Курцем Олександр Ван дер Беллен заявив, що партіям країни необхідно якомога швидше відновити довіру електорату, і виступив за проведення виборів на початку вересня.

### Звільнення міністра внутрішніх справ Кікля
20 травня 2019 року о 18:00 (за CEST) канцлер Курц заявив на прес-конференції, що він попросив президента Олександра ван дер Беллена звільнити міністра внутрішніх справ Герберта Кікля. Кікль був одним з найбільш суперечливих політиків «Партії свободи» і, бувши міністром внутрішніх справ, очолив розслідування справи на Ібісі.
Крім того, Курц стверджував, що Кікль не сприймав обставини серйозно після того, як він призначив Пітера Ґолдґрубера Генеральним директором громадської безпеки після розкриття скандалу. Ґолдґрубер вже був вкрай суперечливою фігурою до справи на Ібісі, особливо через справу BVT 2018 року. Він займав пост генерального секретаря внутрішніх справ при Кіклі і відомий своїми тісними зв'язками з міністром. Будучи генеральним директором громадської безпеки, Ґолдґрубер буде безпосередньо контролювати всі федеральні правоохоронні органи в Австрії. Того ж дня президент Ван дер Беллен відмовився підтвердити призначення Ґолдґрубера. Експерти вважають, що Кікль призначив Ґолдґрубера Генеральним директором, щоб розширити вплив своєї партії на австрійські правоохоронні органи, і, оскільки це не кабінетна посада, Ґолдґрубер залишиться на своїй посаді навіть після розпаду уряду Курця.
Партія свободи пригрозила відкликати всіх своїх міністрів, якщо Курц наважиться запропонувати відставку Кікля. Курц відповів, що він заповнить міністерські пости експертами і високопоставленими чиновниками, якщо «Партія свободи» виконає свою погрозу.

### Відставка міністрів «Партії свободи»
Про відставку решти міністрів «Партії свободи» в уряді Курца було повідомлено 20 травня 2019 року, після того, як випад проти канцлера Герберта Кікля став надбанням гласності. Представник «Партії свободи» вказав на рішення партійних зборів, у якому йшлося, що якщо канцлер виступить проти Кікля, всі міністри підуть у відставку. Крім Кікля, в адміністрації Курца також були представлені міністр соціальних справ Беате Хартінгер-Кляйн, міністр транспорту, інновацій і технологій Норберт Гофер і міністр оборони Маріо Кунасек. Міністр закордонних справ Карін Кнайсль також була призначена «Партією свободи», але не була членом партії.

### Вотум недовіри
Ліво-популістська партія JETZT анонсувала вотум недовіри уряду на 27 травня.
Колишній міністр внутрішніх справ Герберт Кікль («Партія свободи») сказав: «Той, хто дає впевненість, отримує впевненість. Хто не дає впевненості, той не отримує впевненості». Це означало, що «Партія свободи» буде голосувати проти уряду Курца. Партія офіційно заявила, однак, що слова Кікля було вирвано з контексту і що рішення про вотум довіри ще не прийнято. Станом на 21 травня в СДПА не було офіційної думки про вотум недовіри, і NEOS проголосує проти нього.

### Відставка канцлера Курца
27 травня 2019 року уряд Курца отримав парламентський вотум недовіри. Це перший з 1945 року випадок, коли парламент країни змістив канцлера. Наступного дня Курц вирішив піти у відставку. Президент Австрії Олександр Ван дер Беллен призначив голову Конституційного суду Брігітте Бірляйн тимчасовим канцлером до формування наступного уряду після виборів до національної ради.
За підсумками дострокових виборів 29 вересня 2019 року Австрійська народна партія Курца поліпшила свої результати, отримавши 37,5 % голосів і 9 додаткових місць у Національній раді. 7 січня 2020 року Себастьян Курц знову був призначений федеральним канцлером.